# Alan Akóyev
Alan Akóyev –en ruso, Алан Акоев– (21 de agosto de 1980) es un deportista ruso que compitió en taekwondo. Ganó una medalla de plata en el Campeonato Mundial de Taekwondo de 2005, en la categoría de –72 kg.

## Palmarés internacional
| Campeonato Mundial | Campeonato Mundial | Campeonato Mundial | Campeonato Mundial |
| Año                | Lugar              | Medalla            | Categoría          |
| ------------------ | ------------------ | ------------------ | ------------------ |
| 2005               | Madrid (España)    | Medalla de plata   | –72 kg             |